# Loja (provins)
Loja är en provins i södra Ecuador. Den administrativa huvudorten är Loja. Befolkningen beräknas till 404 835 invånare på en yta av 10 790 kvadratkilometer.

## Administrativ indelning
Provinsen är indelad i 16 kantoner:
- Calvas
- Catamayo
- Celica
- Chaguarpamba
- Espíndola
- Gonzanamá
- Loja
- Macará
- Olmedo
- Montecristi
- Olmedo
- Paltas
- Pindal
- Puyango
- Quilanga
- Saraguro
- Sozoranga
- Zapotillo